# 北鉄金沢バス
北鉄金沢バス株式会社（ほくてつかなざわバス）は、石川県金沢市に本社を置き、主に金沢市と野々市市、白山市でバスを運行する北陸鉄道グループのバス会社。路線バスならびに貸切バスを運行しているほか、2021年7月以降は北陸鉄道、北鉄航空、北陸交通および小松バスの旅行・貸切営業部門を集約して当社が引き継いでいる。
2012年10月1日に北鉄金沢中央バス、ほくてつバス、加賀白山バス(旧会社)が合併して発足した。同時に、加賀白山バス（2代、現：北鉄白山バス）は資本構成を変更して北鉄金沢バスの100％子会社として再発足している。

## 沿革
- 2024年（令和6年）7月1日 : 本社を金沢市割出町556番地から同市広岡3丁目1番1号（金沢パークビル地下1階）に移転[1]。

## 事業所
本社

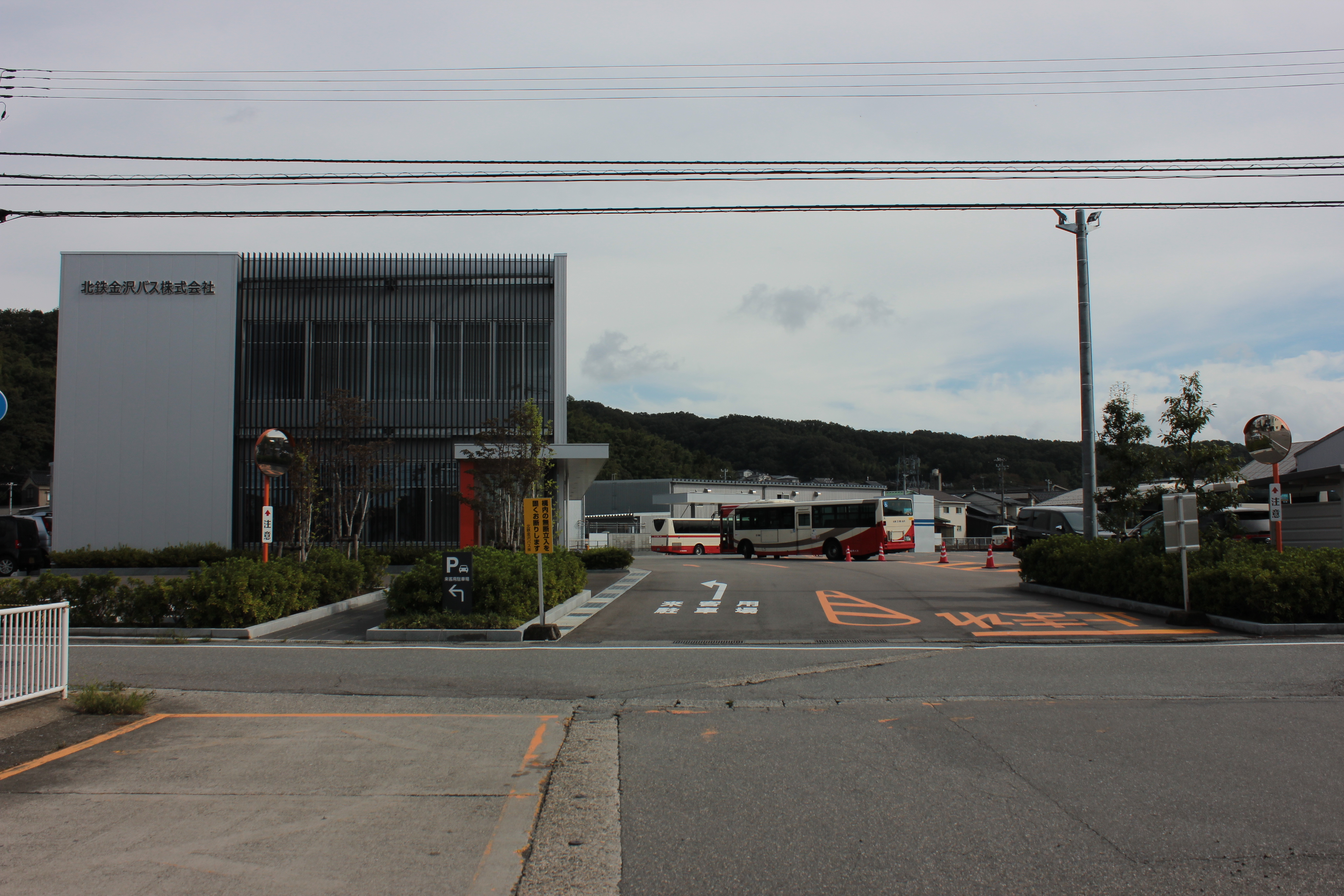
北部営業所

- 石川県金沢市広岡3丁目1番1号（金沢パークビル地下１階）[1]

営業所
- 中央営業所（旧北鉄金沢中央バス金沢営業所）
- 北部営業所（旧ほくてつバス北部営業所）

一部車両を除き、バスの車体側面（前輪付近）には所属営業所の頭文字が振られている。
サービスセンター
- 北鉄バスサービスセンター武蔵エムザ店（金沢エムザ1階）

廃止された営業所・窓口
- 野々市営業所（旧加賀白山バス野々市営業所）
  - 2022年3月31日をもって窓口の営業を終了し、4月1日に営業所廃止[5]。
- 北鉄金沢バス片町サービスセンター（金劇パシオンビル1階）
  - 2023年4月15日をもって営業終了[6]。

## 現在の路線
各営業所の記事を参照のこと。

## 過去の路線

### 高速バス路線

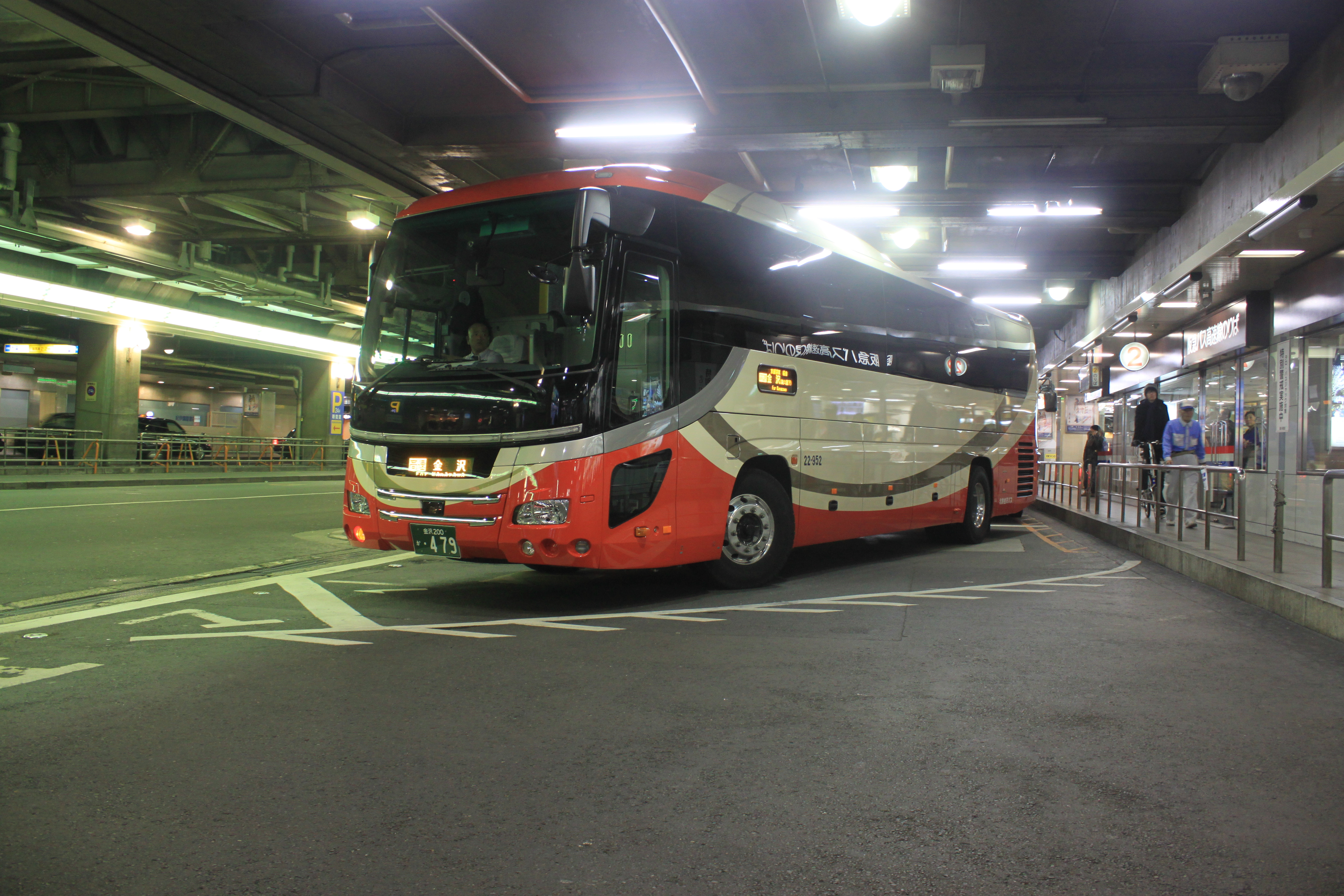
北鉄金沢バス 22-952号車 大阪⇒金沢

金沢 - 砺波・高岡線（加越能バスと共同運行）
2019年4月1日以降は加越能バスの単独運行に変更されている。
- 兼六園下 - 香林坊 - 武蔵ヶ辻 - 金沢駅東口 - 金沢東警察署前 - 高柳 ⇔ 砺波駅南 - 砺波市役所前 - 戸出4丁目 - イオンモール口 - 瑞龍寺口 - 高岡駅前 - 広小路 - 志貴野中学校前 - 加越能バス本社前

大阪 - 金沢線（阪急バスと共同運行）
2020年3月31日の運行をもって運行休止となった。
- 兼六園下 - 香林坊 - 武蔵ヶ辻 - 金沢駅東口 - 駅西合庁前 - 松任海浜公園 - 北陸小松 - 尼御前 ⇔ 京都深草 - 名神高槻 - 千里ニュータウン - 新大阪 - 大阪（阪急三番街）

金沢 - 富山線（富山地方鉄道と共同運行）
2024年3月15日の運行をもって廃止された。
- 兼六園下 - （砺波・高岡線と同じ） - 高柳 - 西上袋 - 富山市民病院 - 総曲輪 - 富山市役所 - 富山駅前

### 一般路線

#### 旭町線
- 91 : 金沢駅 - 富本町 - 本多町 - 兼六園下 - 小将町 - 旭町 - 金沢大学
  - 2020（令和2）年4月1日 : 廃止。

#### めぐーる
- 松任地域・美川地域 - 2018年4月に委託運行先を加賀白山バスに統一。めぐーるを参照。

## 旅行・貸切営業部門
2021年7月以降、北陸鉄道、北鉄航空、北陸交通および小松バスの旅行・貸切営業部門が当社に集約され、旅行部門は「北陸鉄道グループ旅行センター」、貸切営業部門は「北陸鉄道グループ観光バスセンター」の名称で営業している。

### 貸切バスの安全性評価認定
★★★「三つ星」認定事業者